# Mariama Gamatié Bayard
Mariama Gamatié Bayard, née en 1958 à Maradi, est une femme politique et féministe nigérienne. Elle est connue notamment pour avoir été à l'origine d'une marche historique, en 1991, de près de 20 000 femmes qui revendiquaient leur participation aux travaux du Comité préparatoire de la Conférence nationale souveraine. Elle a été ministre, a travaillé pour les Nations Unies et candidate à la fonction présidentielle dans son pays.

## Biographie
Née en 1956, Mariama Gamatié Bayard passe le baccalauréat au lycée Kassaï à Niamey en 1976. Ensuite, elle étudie l'économie et la sociologie à l'université de Montpellier. En 1985, elle obtient un Doctorat en Relations Internationales à l'Institut international des relations internationales du Cameroun. Elle est par la suite consultante dans les pays en développement, elle travaille sur la condition féminine . Elle fonde le Rassemblement Démocratique des Femmes Nigériennes (RDFN). Lors de la conférence nationale de 1991, elle provoque une marche de près de 20 000 femmes qui revendiquent leur participation à ces travaux préparant le passage à un État démocratique du Niger, et se voit confier la direction de la Commission pour le Développement rural,. Mariama Gamatié Bayard est mariée et a trois enfants.
Le 13 juin 1997,  elle devient ministre de la Communication et de la Culture, et  porte-parole du gouvernement dans le gouvernement du Premier Ministre Amadou Boubacar Cissé, sous le Président Ibrahim Baré Maïnassara professions. Ce mandat s'arrête le 1er décembre 1997. En tant que Ministre elle met en place le festival de Musique traditionnelle et de Danse de Zinder, et  prépare la Libéralisation du secteur des Télécommunications. Après l'an 2000, elle a travaille pour les Nations unies, notamment comme vice-représentante du Secrétaire général des Nations unies en Guinée-Bissau (2004-2005), puis occupe différennts postes, toujours pour l'ONU, en Côte d'Ivoire de 2005 à 2007), au Burundi de 2007à 2008) et pour le PNUD à Dakar de 2008 à 2009. Après un passage à l'UNESCO à Paris, elle retourne au Niger en 2009. En octobre 2009, elle  participe aux manifestation contre la prolongation du mandat du Président Mamadou Tandja,. Lors de l'élection Présidentielle au Niger en 2011, après la chute du président Tandja, elle se présente comme candidate indépendante puis sous l'étiquette du Rassemblement des citoyens pour un Niger nouveau  (RACINN-Hadin’Kay). Elle obtient la dernière place et 0,38 % des Suffrages, mais est la première femme candidate à une présidentielle au Niger,. Elle ne se représente pas en 2016.